# Nationales Nō-Theater

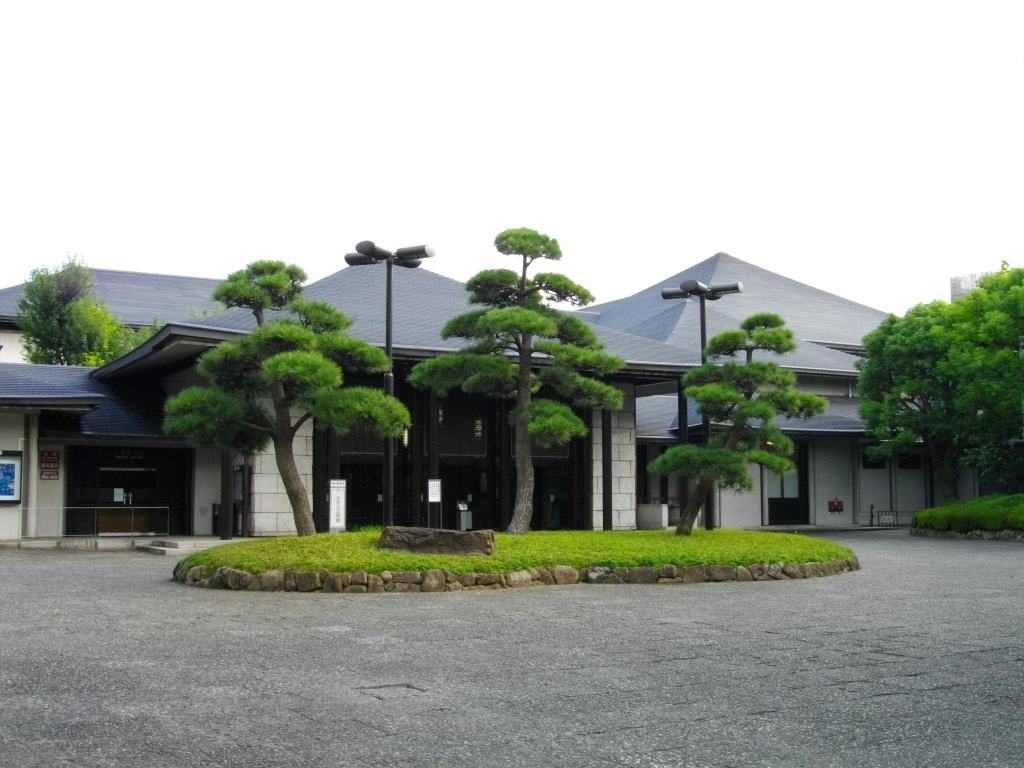
Nationales Nō-Theater

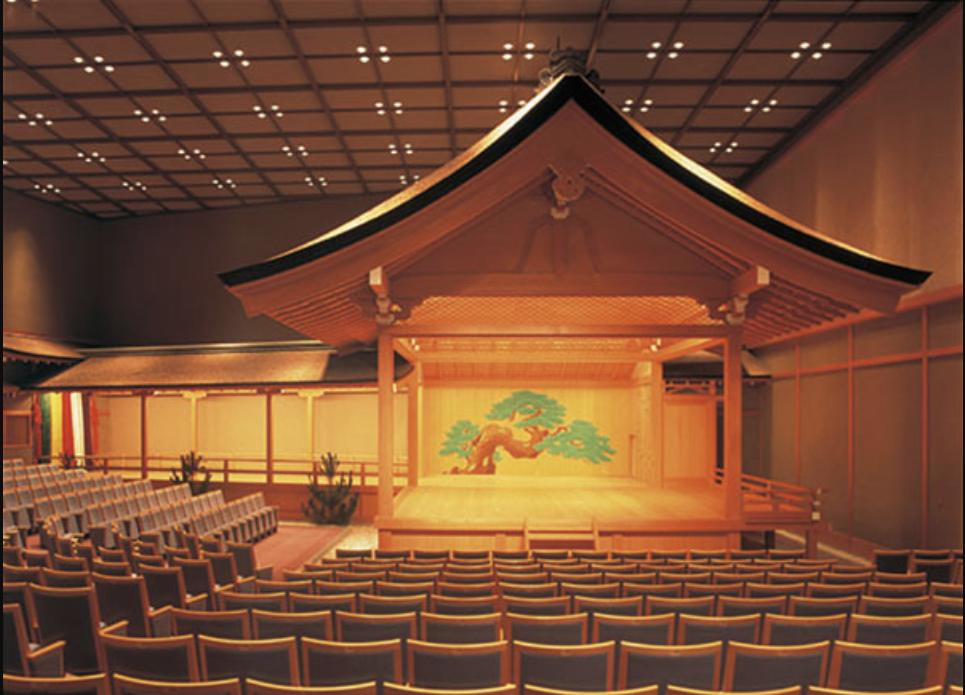
Bühne im Theater

Das Nationale Nō-Theater (japanisch 国立能楽堂, Kokuritsu Nōgaku-dō) in Sendagaya, Tokio ist der Aufführung traditioneller japanischer dramatischer Formen gewidmet.

## Übersicht
Das Nationale Nō-Theater wurde im September 1983 in Tokio als Nebeneinrichtung des Nationaltheaters von Japan gegründet. Neben der Nō-Bühne verfügt es über verschiedene weitere Einrichtungen wie einen großen Vortragssaal, einen Ausstellungsraum und einen Lesesaal. Zusätzlich zur Förderung der Popularisierung des Nō durch regelmäßige Aufführungen, öffentliche Vorträge und Ausstellungsplanung usw. werden Anstrengungen unternommen, um Nō durch die Ausbildung von Nachfolgern durch ein Trainee-System zu schützen und zu fördern. Es finden etwa 50 Aufführungen pro Jahr statt. Der Raum im Erdgeschoss hat 591 Sitzplätze. Das separate Theater im ersten Stock, das für die Ausbildung gedacht ist, hat 200 Sitzplätze.
Aufgrund der Überarbeitung des Nationaltheatergesetzes (国立劇場法, Kokuritsu gekijō-hō) im März 1990 wurde das Theater eine untergeordnete Einrichtung des „Japan Arts Council“ (日本芸術文化振興会, Nihon geijutsubunka shinkōkai) im Oktober 2003 in eine unabhängige Verwaltungseinrichtung (下部施設, Kabu shisetsu) umgewandelt.